# 加藤文太郎
加藤 文太郎（かとう ぶんたろう、1905年（明治38年）3月11日 - 1936年（昭和11年）1月5日）は日本の登山家。大正から昭和にかけて活躍した。兵庫県美方郡新温泉町出身。兵庫県立工業学校夜間部卒業。
複数の同行者が協力し、パーティーを作って登るのが常識とされる山岳界の常識を覆し、単独行によって数々の登攀記録を残した。登山に対する精神と劇的な生涯から、小説（新田次郎著『孤高の人』、谷甲州著『単独行者 アラインゲンガー 新・加藤文太郎伝』）やドラマのモデルとなった。　　　　　　　　　　　　　

## 略歴
1905年（明治38年）3月11日、兵庫県美方郡浜坂町（現在の新温泉町）浜坂にて、加藤岩太郎・よねの四男として生まれる。
1919年（大正8年）に浜坂尋常高等小学校高等科卒業後、郷里を出て神戸の三菱内燃機製作所（三菱重工業の前身）に勤務しながら、1923年（大正12年）兵庫県立工業学校別科卒業、1926年（大正15年）神戸工業高等専修学校電気科を卒業。1923年（大正12年）頃から本格的に登山を始める。1925年（大正14年）六甲全山縦走を行い、それ以来、神戸から生家に帰る際には全行程100キロ以上を何度も徒歩で帰ったという。
当時の登山は、案内人を連れての登山が一般的であり、加藤の単独行は画期的であった。また、加藤は地味な手作りの服装で、かつ地下足袋を履いて山に登っていた。当時、単独行はタブー視されていたため、加藤は「単独行の加藤」「地下足袋の加藤」と呼ばれる異色の存在だった。
なお、加藤自身は「僕は岩登りもスキーも下手なので、パーティの一員としては人に喜ばれず、やむなく一人で山へ行くのであって、別にむずかしいイデオロギーに立脚した、単独行を好んでいるわけではない」（『ケルン』第6号、1933年、P22.）と語っている。加藤の内向的で口下手な性格が無用な誤解やトラブルを招いてしまったことがあったのは事実のようで、1930年（昭和5年）1月、立山連峰の剱澤小屋で一緒になった東京帝国大学のOBの一行と揉めて剱岳登頂への同行を拒絶されたために加藤は単独で前剱まで登ったところで先に下山している。ところが、東京帝国大学のOBの一行は直後に猛吹雪に遭遇した上に雪崩で剱沢小屋が押し潰されて全員死亡する事故に見舞われており、結果的に同行を拒絶された加藤は命拾いをすることになった（剱沢小屋雪崩事故）。
1928年（昭和3年）頃から専ら単独行で日本アルプスの数々の峰に積雪期の単独登頂を果たし、なかでも槍ヶ岳冬季単独登頂や、富山県から長野県への北アルプスの単独での縦走によって、「単独登擧の加藤」「不死身の加藤」として一躍有名となる。1934年（昭和9年）吉田富久と前穂高北尾根を目指し、翌年には単独で立山から針ノ木岳を越えて大町へと下山した。1935年（昭和10年）、同じ浜坂出身の下雅意花子と結婚。
1936年（昭和11年）1月、数年来のパートナーであった吉田富久と共に槍ヶ岳北鎌尾根に挑むが、猛吹雪に遭い天上沢で31歳の生涯を閉じる。当時の新聞は彼の死を「国宝的山の猛者、槍ヶ岳で遭難」と報じた。同年4月27日、松本高等学校のパーティーによって加藤と吉田の遺体が発見された。
加藤は大変な愛妻家で遭難の前年に結婚してその年のうちに娘が生まれていた。娘の初めての年末年始に槍ヶ岳に向かうと知った妻・花子が今回ばかりは止めて欲しいと懇願したが、この時だけは「友達（吉田）との約束を破れというのか」と激怒したという。しかし、亡くなったその晩には妻の夢枕に立っていたと伝えられている。
1990年（平成2年）、故郷の浜坂町に新田次郎文学碑が加藤文太郎を語る会を中心に建立される。作家の藤原てい（新田次郎夫人）が招かれ除幕された。

## 著書
- 『単独行』（朋文堂、1941年）
- 『新編・単独行』（山と渓谷社、2000年）ISBN 4-635-04704-0

## 関連書籍
- 新田次郎『孤高の人 上・下』新潮社、1969年 ISBN 4101122032　ISBN 4101122040
- 加藤富吉ほか企画編集『加藤文太郎の追憶：不撓不屈の岳人』浜坂町、1985年
- 加藤文太郎を語る会編『孤高：創刊号』浜坂町商工会青年部、1990年
- 加藤文太郎を語る会編『新田次郎文学碑建立記念号』加藤文太郎を語る会、1991年
- 浜坂町立加藤文太郎記念図書館兵庫県美方郡編『山岳図書・地図目録』浜坂町立加藤文太郎記念図書館、1998年
- 谷甲州『単独行者 アラインゲンガー 新・加藤文太郎伝』山と渓谷社、2010年

## CD・歌など
- 曲名『孤高の人よ・加藤文太郎のうた』（リピート山中） - 北アルプスなどで山小屋コンサートを続けるリピート山中の曲である。NHK『ラジオビタミン』や『いのちの対話』などでオンエアされ、ゲスト共演した女性登山家の田部井淳子が絶賛した。市販されておらず、2010年現在、浜坂町立加藤文太郎記念図書館とリピート山中ホームページからのみ購入可能。